# Cacciasommergibili
Cacciasommergibile è un piccolo e veloce vascello, progettato e destinato alla lotta antisommergibile. Questa tipologia di nave comparve nel periodo della prima guerra mondiale e si sviluppò nel corso della seconda.

## US Navy
Nella US Navy i primi cacciasommergibili furono progettati specificamente per la lotta ai sommergibili tedeschi durante la prima guerra mondiale e ai sommergibili giapponesi e tedeschi durante la seconda guerra mondiale.

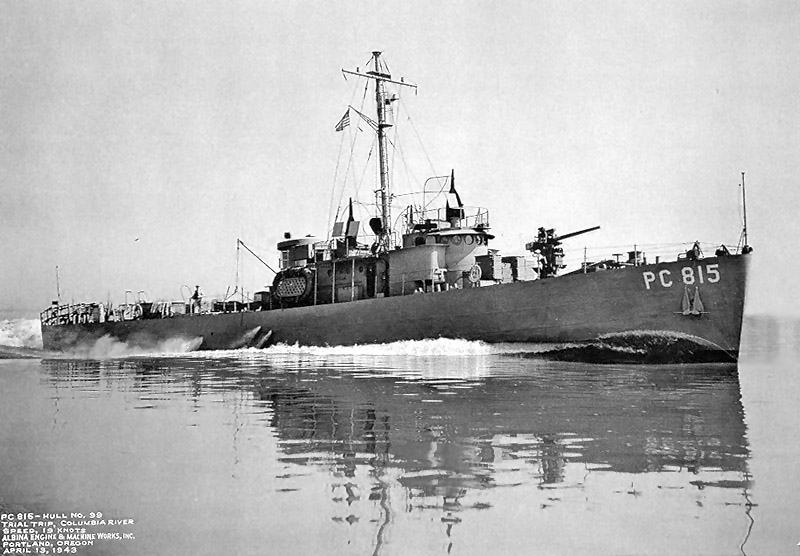
USS PC-815, cacciasommergibili americano della seconda guerra mondiale

Il primo modello di questo tipo di unità navali è stato utilizzato nella prima guerra mondiale con la denominazione SC (Sub Chaser); durante la seconda guerra mondiale, le unità cacciasommerbibili con la designazione PC (Patrol Coastal), furono usate principalmente dalla Guardia Costiera degli Stati Uniti per la lotta ai sommergibili tedeschi e giapponesi che si avvicinavano alla costa americana, cercando di silurare navi mercantili dirette al fronte di guerra.
Sul fronte del Pacifico i cacciasommergibili sono stati utilizzati negli sbarchi anfibi, come navi di scorta.
Gli Stati Uniti, nell'ambito del Progetto Hula, trasferirono segretamente 32 cacciasommergibili della U.S. Navy alla Marina sovietica tra il 26 maggio e il 2 settembre 1945 alcuni di queste unità presero parte con la Marina sovietica alle operazioni contro il Giappone tra il 9 agosto e il 2 settembre 1945; il previsto trasferimento di altri 24 cacciasommergibili venne annullato in seguito alla resa del Giappone. Tra il 1954 e il 1960 questi cacciasommergibili vennero demoliti dai sovietici in seguito ad un accordo tra i due stati.

## U-Jagdboot
Nella Kriegsmarine tedesca questo tipo di unità veniva denominato U-Jagdboot o U Boote Jäger, identificate dalla sigla U.J. seguita da un numero.
Dopo la proclamazione dell'armistizio da parte dell'Italia un cospicuo numero di queste unità era costituito dalle corvette della Regia Marina della Classe Gabbiano catturate dai tedeschi e rinominate U Boote Jäger, sette delle quali erano già in servizio, altre ventuno catturate mentre erano in costruzione e completate dai tedeschi entrarono in servizio nella Kriegsmarine e altre sei infine catturate mentre erano in costruzione e mai completate.

## Dopo la seconda guerra mondiale
Nel decennio che seguì il secondo conflitto mondiale i sovietici realizzarono, sul modello dei cacciasommergibili americani, oltre 200 unità navali Classe Kronštadt molte delle quali, cedute a nazioni amiche, rimaste in servizio fino agli anni novanta. Il rapido sviluppo della tecnologia nella lotta antisommergibile ha reso obsolete queste unità, che vennero ritirate dalla maggior parte delle marine militari e sostituite nel loro compito da corvette, fregate e cacciatorpediniere. Le unità cedute a marine del terzo mondo vennero poi rimpiazzate da unità litoranee d'attacco rapido quali motocannoniere, motosiluranti e motomissilistiche.